# Friedhof II (Bernburg)

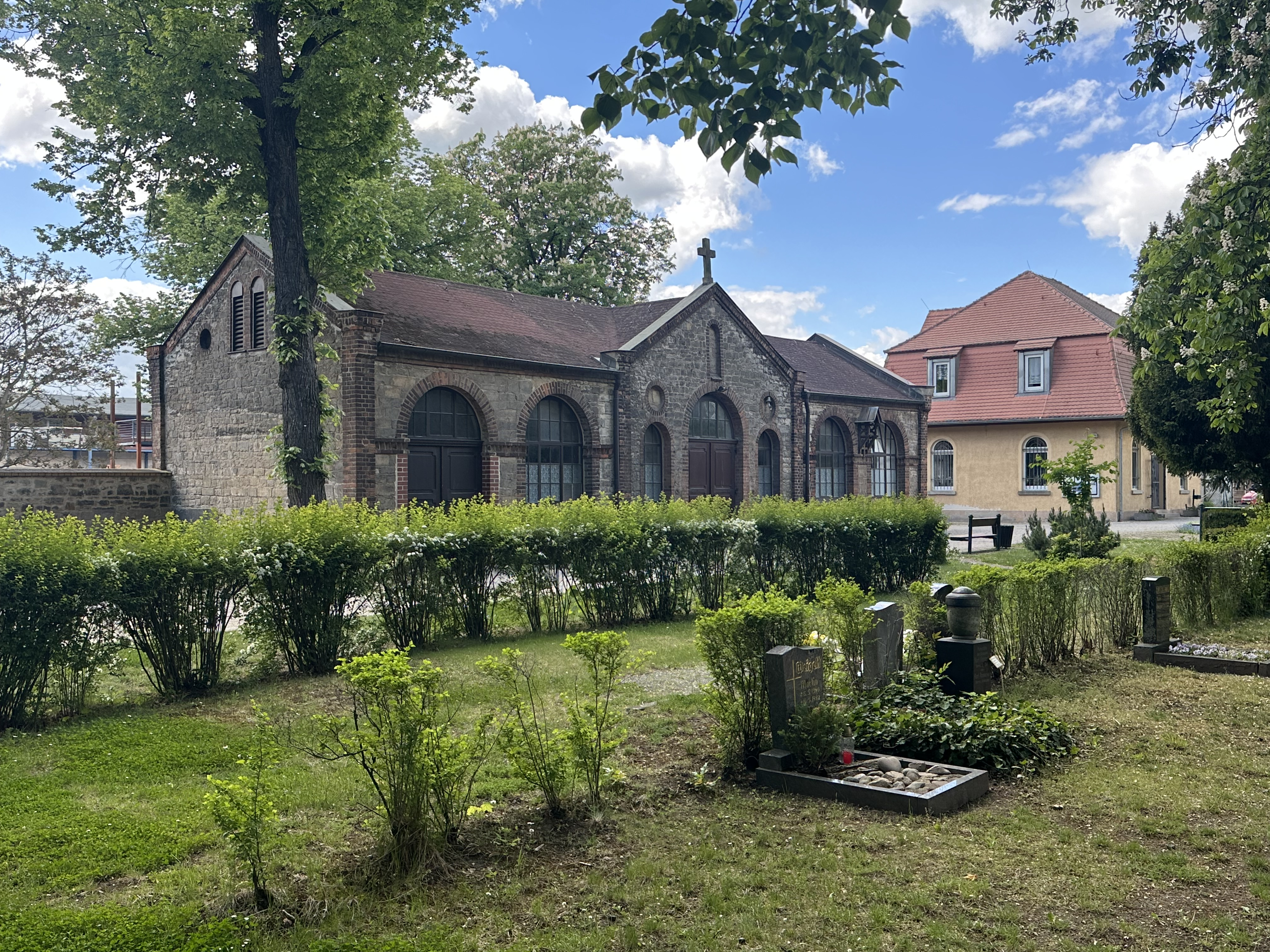
Friedhof II, 2025

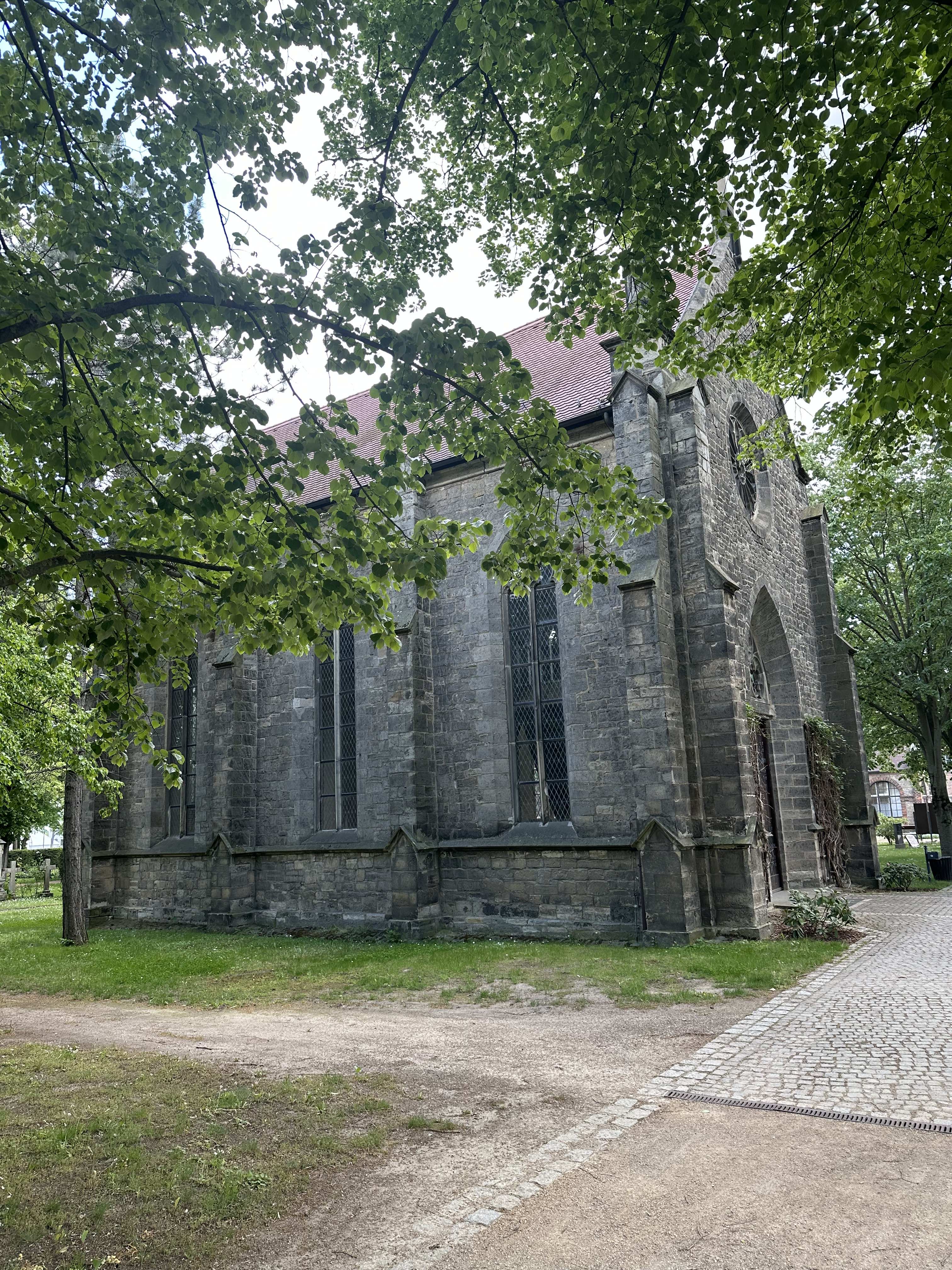
Friedhofskapelle

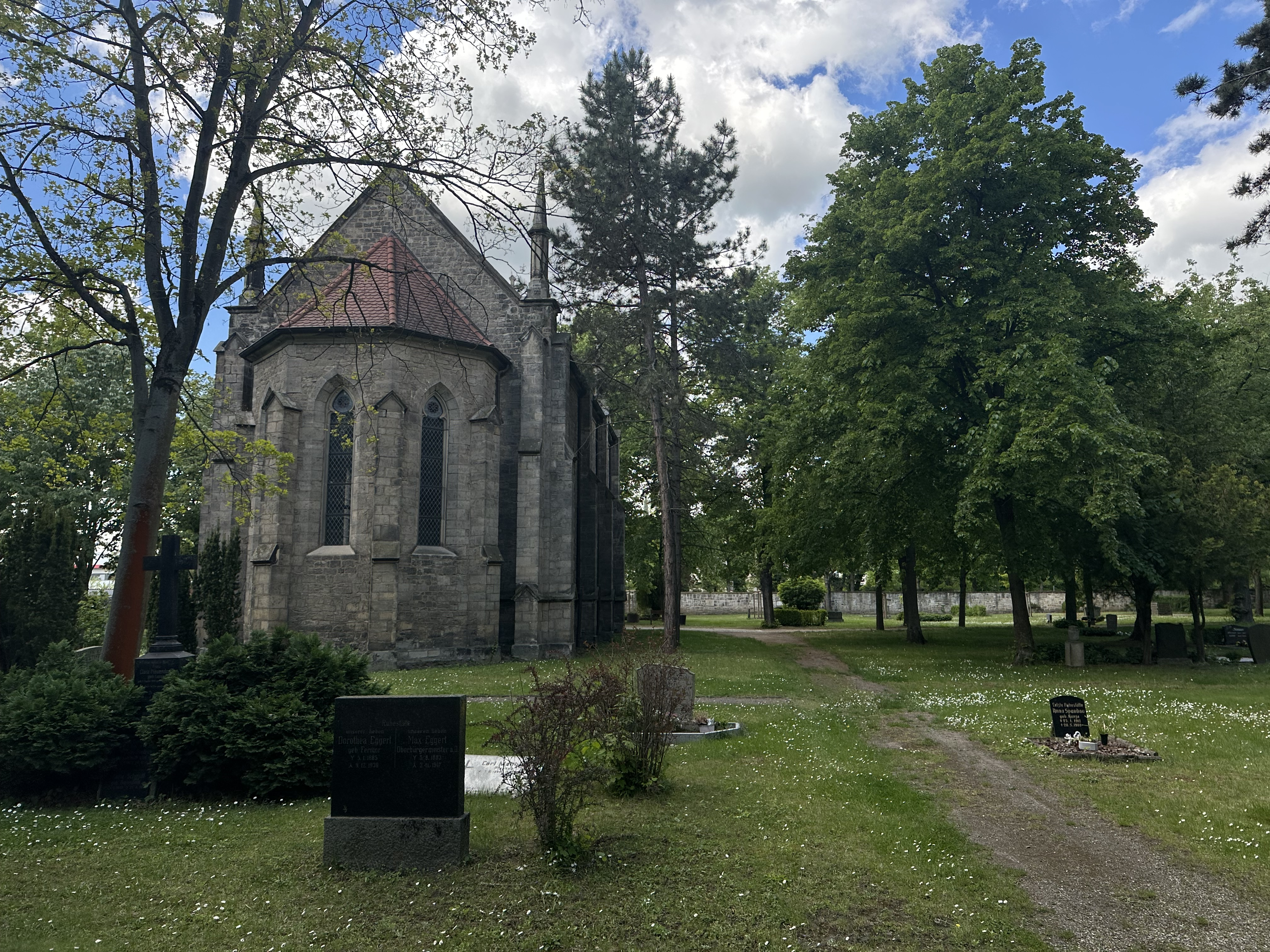
Blick von Nordosten auf die Kapelle

Der Friedhof II ist ein denkmalgeschützter Friedhof in Bernburg (Saale) in Sachsen-Anhalt.

## Lage
Der Friedhof umfasst eine Fläche von 9,7 Hektar und befindet sich östlich der Bernburger Bergstadt, auf der Nordseite der Parkstraße, im Bereich des Stadterweiterungsgebiets. Westlich des Friedhofs verläuft die Bahnstrecke Köthen–Aschersleben.

## Gestaltung und Geschichte
Der Friedhof wurde im Jahr 1878 angelegt, nachdem der zuvor genutzte Friedhof Alte Bibel aufgegeben worden war. 1914 erfolgte eine Erweiterung. Bemerkenswert ist die im Stil der Neogotik gestaltete Friedhofskapelle. Weitere Baulichkeiten sind die Gebäude der Friedhofsverwaltung am Eingang von der Parkstraße her sowie eine alte Feierhalle. Sie wurde im Rundbogenstil als Bruchstein-Ziegelbau errichtet. Der Friedhof ist weitläufig angelegt und hat einen parkartigen Charakter, der durch Hochbeete mit Werksteineinfassungen und von an den Wegkreuzungen befindlichen Brunnen betont wird. Diese Elemente gehen auf das Jahr 1889 zurück. Zur Parkstraße hin wird der Friedhof von einer hohen Bruchsteinmauer abgegrenzt. An der Südostseite befindet sich neben dem Wirtschaftseingang ein Transformatorenhaus. Der architektonisch anspruchsvolle Bau entstand Anfang des 20. Jahrhunderts und ist in die Friedhofsmauer integriert.
1917 wurde ein Kriegerdenkmal für die Gefallenen des Ersten Weltkriegs errichtet. Der Entwurf stammte vom Aschersleber Stadtbaurat und Architekten Hans Heckner. 1927 wurde ein von Georg Wrba geschaffenes Ehrenmal in diese Anlage integriert. Während des Zweiten Weltkriegs wurde diese Gedenkanlage bei einem Bombenangriff völlig zerstört.
Nach dem Krieg wurde wieder eine Gedenkstätte eingerichtet, die um die Opfer des Zweiten Weltkriegs erweitert wurde. 1990 und 2002 erfolgten Neugestaltungen.
Auf dem Friedhof liegen 206 Opfer des Ersten Weltkriegs, 199 Deutsche und 7 Personen mit unbekannter Nationalität.
Ab den 1990er Jahren entstand schrittweise eine kreisrunde Urnenwahlanlage mit 1200 Stellen.
Im Denkmalverzeichnis des Landes Sachsen-Anhalt ist der Friedhof unter der Erfassungsnummer 094 60084 als Baudenkmal verzeichnet.

## Persönlichkeiten
Auf dem Friedhof ist der Wissenschaftler Hermann Hellriegel (1831–1895) beigesetzt.